# Берегівська сільська рада (Мостиський район)
Берегівська сільська рада — колишній орган місцевого самоврядування у Мостиському районі Львівської області з адміністративним центром у с. Берегове.

## Загальні відомості
Історична дата утворення: в 1961 році. Водоймища на території, підпорядкованій даній раді: річка Вишня.

## Населені пункти
Сільській раді були підпорядковані населені пункти:
- с. Берегове
- с. Заріччя
- с. Королин
- с. Пісок

## Склад ради
Рада складалася з 18 депутатів та голови.

### Керівний склад ради
| ПІБ                        | Основні відомості                                                                              | Дата обрання | Дата звільнення |
| -------------------------- | ---------------------------------------------------------------------------------------------- | ------------ | --------------- |
| Плюта Ілля Любомирович     | Сільський голова, 1947 року народження, освіта, член Партії промисловців і підприємців України | 26.03.2006   | 31.10.2010      |
| Косова Ярослава Михайлівна | Сільський голова, 1959 року народження, освіта вища, позапартійна                              | 31.10.2010   |                 |

Примітка: таблиця складена за даними джерела